# بدر أباد
بدر أباد هي قرية في مقاطعة بيرانشهر، إيران. عدد سكان هذه القرية هو 71 في سنة 2006.